# Yahya Zayd
Yahya Zayd Omary (ur. 29 września 1998 w Morogoro) – tanzański piłkarz grający na pozycji napastnika.

## Kariera klubowa
Swoją karierę piłkarską Zayd rozpoczął w klubie Azam FC. W 2016 roku zadebiutował w nim w tanzańskiej pierwszej lidze. W sezonie 2017/2018 wywalczył z nim wicemistrzostwo Tanzanii, a w sezonie 2018/2019 zdobył Puchar Tanzanii. Wiosną 2019 grał w egipskim Ismaily SC, a od lata 2019 do lata 2021 grał w innym klubie z tego kraju, drugoligowym Pharco FC. W 2021 wrócił do Azam FC.

## Kariera reprezentacyjna
W reprezentacji Tanzanii Zayd zadebiutował 3 grudnia 2017 roku w zremisowanym 0:0 meczu CECAFA Cup 2017 z Libią, rozegranym w Machakos. W 2019 roku powołano go do kadry na Puchar Narodów Afryki 2019. W nim był rezerwowym i nie rozegrał żadnego meczu.